# مایکل آدلبولنر
 مایکل آدلبولنر (انگلیسی: Michael Adelbulner؛ زاده ۳ فوریهٔ ۱۷۰۲ درگذشته ۲۱ ژوئن ۱۷۷۹) یک فیزیک‌دان، و ستاره‌شناس اهل آلمان بود.